# برايان بالمر
برايان بالمر (بالإنجليزية: Brian Palmer)‏ هو عالم إنسان أمريكي، ولد في 1964 في نيويورك في الولايات المتحدة.